# Wapen van Wisch
Het Wapen van Wisch toont het wapen van de heerlijkheid Wisch en de voormalige gemeente Wisch. 

## Geschiedenis
In 1818 werd het wapen bevestigd voor de ambachtsheerlijkheid Wisch, waarvan Terborg toentertijd hoofdstad was. De heraldische beschrijving luidt: 
"Zijnde van goud, beladen met twee leeuwen leopardés boven elkander, van keel."
Met uitzondering van de kroon is dit exact het wapen zoals de Heren van Wisch deze sinds 1317 voerden. Daarvoor voerden zij een op een schild van goud een blauw (soms groen) hartschild omringd met acht merletten. Hendrik van Wisch verwerft Varsseveld en Silvolde mogelijk via een erfenis. Zijn grootvader van moeders kant Hendrik van Borculo was een halfbroer van de laatste Graaf van Lohn, Herman van Loon II. Hendrik trouwt met Elisabeth van Hernen en gaat vervolgens het wapen van zijn vrouw gebruiken, de twee gaande leeuwen. Merkwaardig is het feit dat ook zijn broer dit wapen ging gebruiken. De andere broers bleven het oorspronkelijke wapen gebruiken.
Na de Franse tijd in Nederland vonden veel gemeentelijke herindelingen plaats, waardoor het kon gebeuren dat het dorp Varsseveld hoofdplaats van de gemeente was geworden. In 1853 merkte men bij de Gedeputeerde Staten van Gelderland op dat Varsseveld ten onrechte het wapen met de leeuwen gebruikte. De Hoge Raad van Adel was aanvankelijk van oordeel dat het wapen van de heerlijkheid Wisch ook geldig was voor de gemeente Wisch. Echter in 1956 kwam de Hoge Raad van Adel tot de conclusie dat de gemeente toch (bijna een eeuw) ten onrechte het wapen had gevoerd en derhalve geen eigen wapen bezat. Na uitvoerige correspondentie met mevrouw O.M.I. Vegeling van Claerbergen, jonkvrouwe van Schuilenburg de toenmalige vrouwe van Wisch gaf zij te kennen geen bezwaren te hebben tegen het voeren van het heerlijkheidswapen voor de gemeente. Op 13 mei 1961 werd het wapen uiteindelijk officieel aan de gemeente verleend. Op advies van de Hoge Raad van Adel, gedekt met een gouden gravenkroon. De heraldische beschrijving luidt: 
"In goud twee gaande, boven elkander geplaatste leeuwen van keel. Het schild gedekt met een gouden kroon van drie bladeren en twee paarlen."
Op 1 januari 2005 fuseerde Wisch met de gemeente Gendringen tot de nieuwe gemeente Oude IJsselstreek. Een gaande leeuw werd als element toegevoegd aan het wapen van Oude IJsselstreek.

## Verwante wapens

Volgens Wapenboek Gelre
Volgens Siebmachers wapenboek
Waterschap van de Oude IJssel
Huis Limburg Stirum

## Bron
- Gemeentewapens, Jaarboek Achterhoek en Liemers 1982. Oudheidkundige vereniging "De Graafschap" Uitgave Walburg pers.

Aalst · 
Ammerzoden · 
Angerlo · 
Appeltern · 
Batenburg · 
Beesd · 
Beltrum · 
Bemmel · 
Bergharen · 
Bergh · 
Beusichem · 
Borculo · 
Brakel · 
Buurmalsen · 
Deil · 
Didam · 
Dinxperlo · 
Dodewaard ·
Doornspijk ·
Dreumel ·
Driel ·
Echteld ·
Eibergen ·
Elst ·
Est en Opijnen ·
Everdingen ·
Ewijk ·
Gameren ·
Geesteren · 
Geldermalsen · 
Gendringen · 
Gendt ·
Groenlo ·
Groesbeek ·  
Haaften ·
Hedel ·
's-Heerenberg ·
Heerewaarden ·
Hemmen ·
Hengelo ·
Herwen en Aerdt ·
Herwijnen ·
Heteren ·
Heukelum ·
Hoevelaken ·
Horssen ·
Huissen ·
Hummelo en Keppel ·
Hurwenen  ·
Kerkwijk ·
Keppel ·
Kesteren ·
Laren · 
Lichtenvoorde ·
Lienden ·
Lingewaal · 
Maurik ·
Millingen aan de Rijn ·
Nederhemert ·
Neede ·
Neerijnen ·
Netterden ·
Niftrik ·
Nijbroek ·
Ophemert ·
Overasselt ·
Pannerden ·
Poederoijen · 
Renkum ·
Rijnwaarden ·
Rossum ·
Ruurlo ·
Steenderen ·
Terborg ·
Twello ·
Ubbergen ·
Valburg ·
Varik ·
Vorden ·
Vuren ·
Waardenburg ·
Wadenoijen ·
Wamel ·
Wehl ·   
Warnsveld ·
Wisch ·
Zeddam ·
Zelhem ·
Zoelen ·
Zuilichem 

Dorps-, heerlijkheids- en stadswapens: 

Acquoy 
· Baak 
· Barlham 
· Bredevoort 
· Doreweerd 
· Elden
· Enspijk 
· Gellicum 
· Groessen 
· Hakfort 
· Hellouw 
· IJzendoorn 
· Kell  
· Lede en Oudewaard 
· Lichtenberg 
· Loil 
· Maasbommel 
· Meijnerswijk 
· Meteren 
· Middagten 
· Rhenoy 
. Rumpt
· Tricht 
· Verwolde 
· Wildenborch
Aagtekerke
· Baak
· Bennebroek
· Blitterswijk
· Cadier
· Cleverskerke
· De Vuursche
· Dorenweerd
· Geersdijke
· Hemmen
· Hensbroek
· Hoogkerk, Leegkerk en Dorkwerd
· Kattendijke
· Kerkwijk
· Laag Nieuwkoop
· Lede en Oudewaard
· Lichtenberg
· Limmen
· Nederveen-Cappel
· Oostwaard
· Oostcapelle
· Poortvliet
· Sint Philipsland
· Verwolde
· Wanssum
· Westervoort
· Wisch
· Wiskerke
· Zaanen